# PenPoint OS
PenPoint OS（ペンポイント オーエス）はGO Corporationが製作した初期のグラフィカルタブレット式携帯情報端末向けに開発されたOSの一つである。IBM社のThinkPad 700T系、NCR社の3125やいくつかのGRiD Systemsペン式携帯を含む多くのインテル社のx86搭載タブレットPC同様AT&T社のEO パーソナル・コミュニケータ上で作動する。
PenPoint OS開発者にはゼロックス社のパロアルト研究所でAltoの開発に携わったRobert Carrも含まれる。

## 賞と革新技術
Byte magazineでPenPointはベストオペレーティングシステムとして1992年の Byte アワードを受賞した。PenPointはPCマガジンのスタンダード部門とオペレーティングシステム部門で1991年Technical Excellence アワードを受賞した。 .

## 文献
- R. Carr, D. Shafer, The Power of PenPoint, ISBN 0-201-57763-1, Addison Wesley, 1991.
- Jerry Kaplan, Startup: A Silicon Valley Adventure, ISBN 0-14-025731-4, Penguin, 1996.邦題:シリコンバレー・アドベンチャー―ザ・起業物語 ISBN 978-4-8227-4032-0
- Jennifer Edstrom, Marlin Eller, Barbarians Led by Bill Gates, ISBN 0-8050-5755-2, Holt, 1999.